# STOML1
STOML1‏ (Stomatin like 1) هوَ بروتين يُشَفر بواسطة جين STOML1 في الإنسان.